# Virginia Cherrill
Virginia Cherrill (ur. 12 kwietnia 1908 w Carthage, Illinois, zm. 14 listopada 1996 w Santa Barbara, Kalifornia, USA) – amerykańska aktorka, wystąpiła m.in. jako partnerka filmowa Charliego Chaplina w amerykańskim filmie niemym „Światła wielkiego miasta”.

## Życiorys

### Droga do pozycji gwiazdy Hollywood
Urodziła się w pobliżu Carthage (Illinois) w rodzinie farmerskiej, jako córka nieudanego małżeństwa Jima Cherilla i Blanche Wilcox (matka odeszła od ojca – kobieciarza). Uczęszczała do szkół w Kenosha (Wisconsin) i Chicago. W wieku 18 lat zawarła pierwszy związek małżeński z bogatym prawnikiem z Chicago, Irvingiem Adlerem. Wkrótce (1927) doszło do rozwodu, po którym wyjechała do Kalifornii, gdzie znalazła się też jej przyjaciółka, Evelyn Lederer (wychodząc za mąż za aktora, Alana Ladda). Chaplina spotkała prawdopodobnie przypadkowo – w czasie meczu bokserskiego, który oboje oglądali. Chaplin zwrócił uwagę na dziewczynę odpowiadającą jego wyobrażeniu niewidomej kwiaciarki (bohaterki przygotowywanego filmu „City Lights”). W ramach przygotowań do zdjęć próbnych poradził jej, aby w kluczowej scenie spotkania z trampem (rola Chaplina) starała się zwracać wzrok na niego, ale „patrzeć w siebie”, do wewnątrz (ang. „to look inwardly and not to see me”). W czasie długotrwałej pracy nad filmem, w roku 1929 pojawił się między nimi konflikt – Chaplin był oburzony jej zbyt małym zaangażowaniem i zamierzał rolę niewidomej kwiaciarki powierzyć Georgii Hale. Z tego zamiaru zrezygnował, ponieważ wymagałoby to powtórzeń wielu wcześniejszych nagrań.
Po premierze „City Light” Virginia Cherrill, uznana za nową gwiazdę, otrzymała kilka kolejnych ról. Już w czasie pracy nad filmem nawiązała liczne kontakty ze znanymi przedstawicielami środowiska filmowców, m.in. z debiutującym wówczas w filmie Carym Grantem. Została jego pierwszą żoną w roku 1934 (lub 1933). To jej drugie małżeństwo również szybko skończyło się rozwodem (26 marca 1935), podobnie jak kolejne małżeństwa Granta.

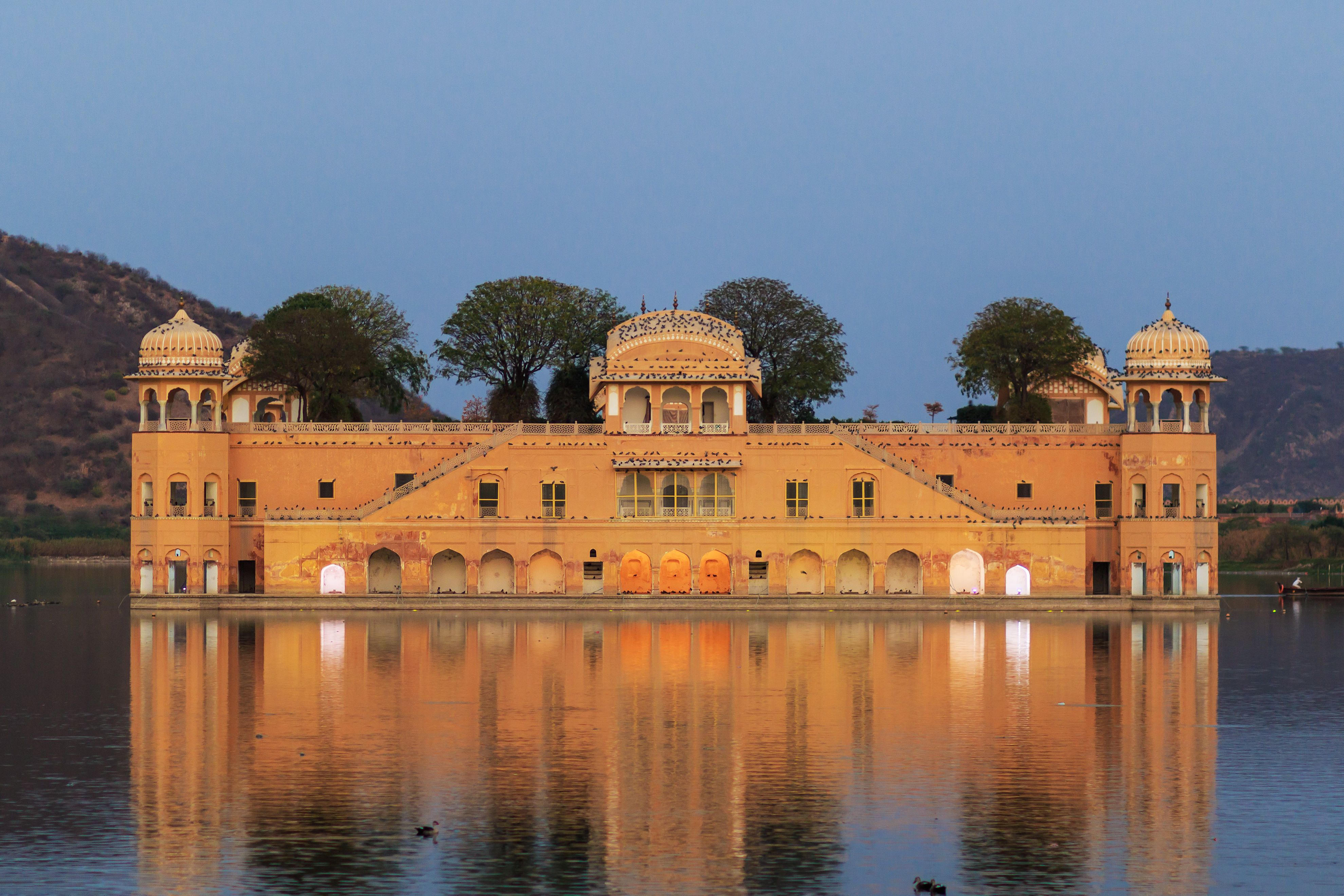
Pałac Jal Mahal w Jaipur

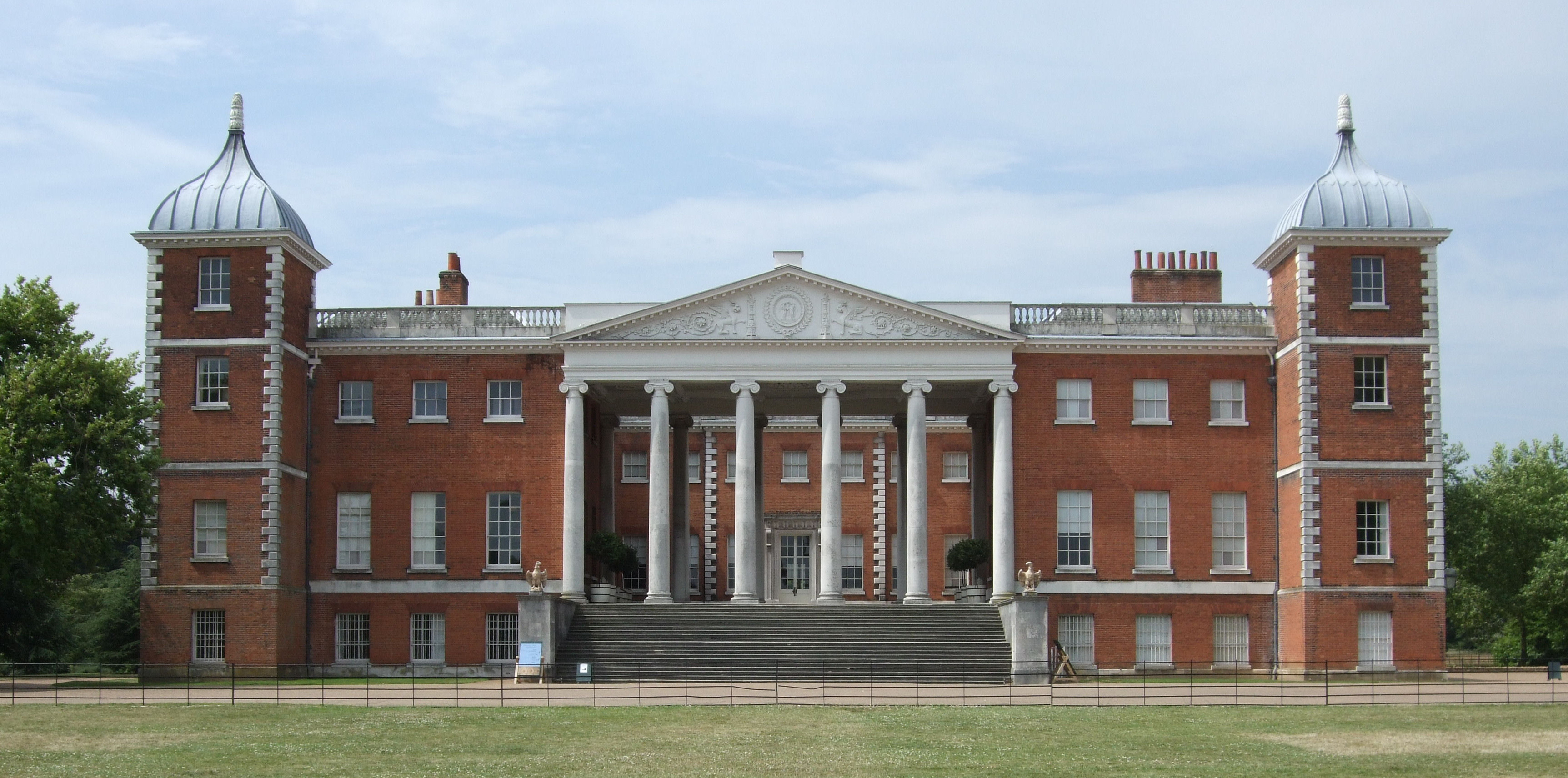
Osterley Park House (Londyn, fot. z 2009)

### Europejski okres życia gwiazdy Hollywood
Po rozwodzie Virginia Cherrill przeniosła się do Europy. Wzięła udział w realizacji dwóch filmów i wiodła urozmaicone życie towarzyskie, traktowana jak gwiazda Hollywood. Odwiedziła liczne miasta Europy oraz m.in. Indie, gdzie otrzymała propozycję małżeństwa od ówczesnego maharadży Jaipur, którą odrzuciła. W roku 1937 otrzymała i przyjęła oświadczyny ówczesnego 9. Lorda Jersey, Georga Francisa Child-Villiersa. Całkowicie wycofała się wówczas z pracy aktorskiej. Jako Lady Jersey stała się właścicielką m.in. pięciu wielkich domów, w tym Osterley Park House (uchodzącego za jeden z najpiękniejszych pałaców w Anglii) i 9,4 tys. akrów, jednak autorzy biografii Virginii Cherrill przytaczają jej opinie świadczące, że Lord Jersey poświęcał żonie mało uwagi, bardziej ceniąc jej dyskrecję, niż wierność. Nadal odwiedzała maharadżę Jaipur, uczestnicząc w balach, bankietach i rozgrywkach polo oraz przyjmując cenne prezenty.

### II wojna światowa i życie pani Virginii Martini

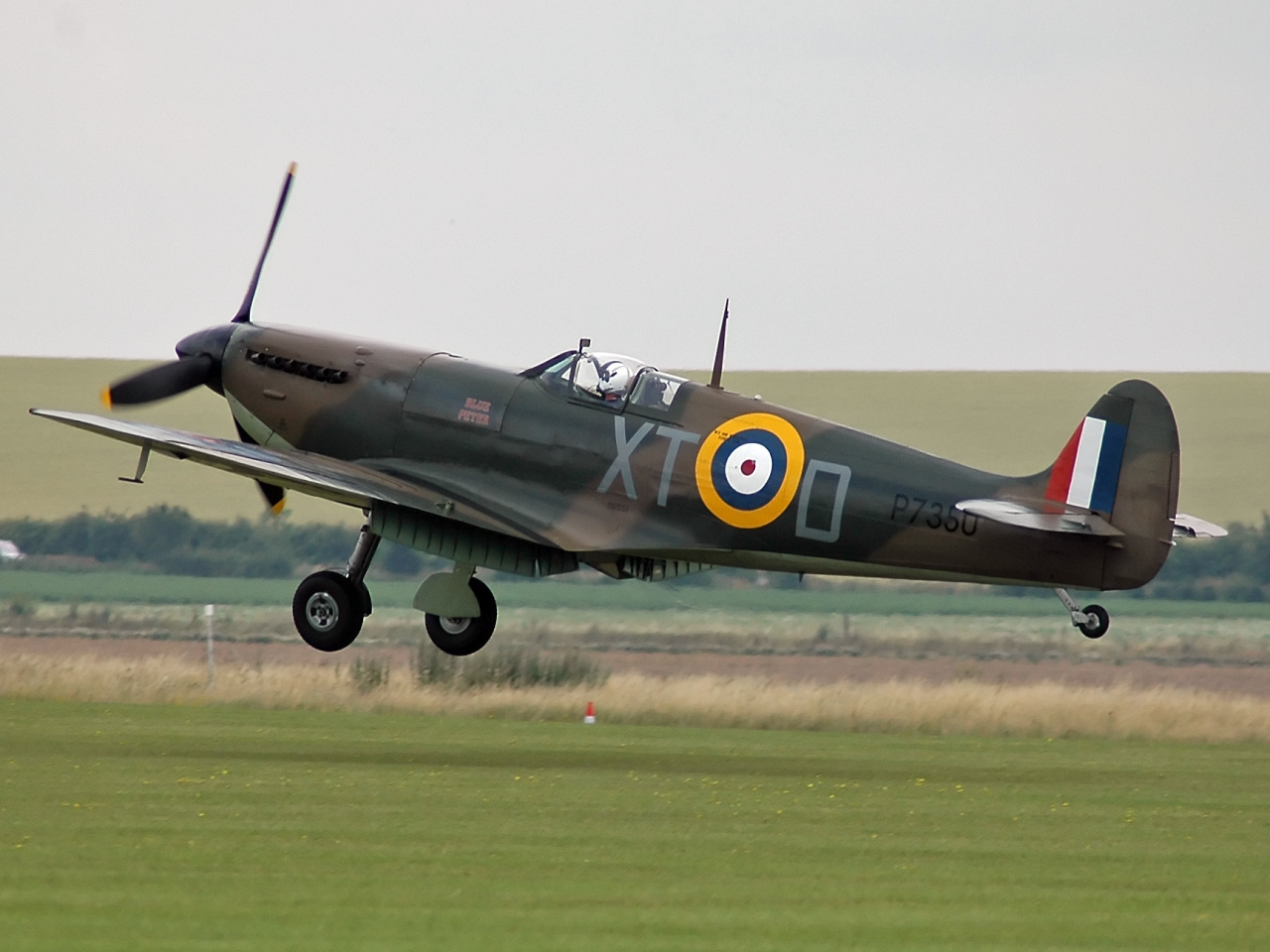
Supermarine Spitfire

Odznaka Dywizjonu 315

W czasie II wojny światowej Lady Jersey aktywnie uczestniczyła w działalności charytatywnej w Anglii, m.in. w szpitalu pediatrycznym Hanvell i w Czerwonym Krzyżu. Lord i Lady Jersey udostępnili jeden ze swoich domów (Richmond Palace) Polskim Siłom Powietrznym w Wielkiej Brytanii, jako miejsce w którym piloci mogli spokojnie odpoczywać w czasie weekendów i urlopów. Jeden z nich wspominał, m.in.:

…ona postawiła do dyspozycji pałacyk nad Tamizą w Richmond i ten był wyłącznie dla nas. Były tam trzy gospodynie, które miały obowiązek wymieniać pościel, przygotowywać jedzenie. I każdy oficer 315 był tam mile widziany. Można było tam stać ile się chciało, no, ale oczywiście urlop był ograniczony. Czasem były przyjęcia w Richmond w pałacyku i na Stronghe Square, gdzie miała swoje londyńskie mieszkanie.

Polscy piloci w różny sposób wyrażali swoją wdzięczność. 25 maja 1941 roku dowódca 315 Dywizjonu Myśliwskiego („Dęblińskiego”), Stanisław Pietraszkiewicz (któremu towarzyszył dowódca brytyjski, H.D. Cooke) przekazał list treści:

Droga Lady Jersey, jako dowódcy 315 dywizjonu, przyszedł mi zaszczyt powitać Panią jako Matkę naszego dywizjonu… Szczęśliwie nie masz za wielu synów, Twoja rodzina jest niewielka. Tylko około dwustu chłopców, ale niegrzecznych, straszliwie niegrzecznych i to jest największa trudność dla Ciebie jeśli chcesz, by byli dobrzy i mili…

Virginia Child-Villiers, Lady Jersey, została w ten sposób oficjalnie „matką chrzestną” Dywizjonu 315. Dedykowano jej również jeden ze Spitfirów, a na pokłady myśliwców zabierano „na szczęście” jej pończochy (były jednym z gwiazdkowych prezentów od „Mamy”). Virginia pełniła funkcję Mamy z wielkim zaangażowaniem. Wśród wspomnień pilotów z Bożego Narodzenia 1941 znalazło się m.in. zdanie:

Wszyscy byliśmy mocno wzruszeni ogromem pracy, włożonym przez naszą Mamę w przygotowanie paczek dla dwustu z górą chłopa i własnoręcznie poadresowanie jej nazwiskami o „spellingu”, od którego wzdragać się musiało angielskie pióro.

Jeden z tych ponad 200 „synów” został jej kolejnym mężem. Po rozwodzie z Lordem Jersey i po zakończeniu wojny poślubiła w roku 1948 Floriana Martini (ur. 1915). Virginia i Florian Martini wyjechali do Santa Barbara w Kalifornii, gdzie Florian został zatrudniony w Lockheed Corporation. Małżeństwo trwało do śmierci Virginii w wieku 88 lat; jej mąż zmarł w roku 2001. Spoczywają na Santa Barbara Cemetery we wspólnym grobie z prostym napisem: MARTINI; Virginia Cherrill, 1908–1996; Florian Kazimierz 1915–2001.

## Kariera filmowa

### Światła wielkiego miasta
Swoją pozycję w historii filmu Virginia Cherrill zawdzięcza przede wszystkim roli w filmie Chaplina „City Lights” – uznawanym za jego ostatni film niemy lub pierwszy film dźwiękowy (w początkowych scenach Chaplin osobiście nagrał parodię dźwięku – „gęganie” mówców, odsłaniających monumentalny pomnik). Właściwą akcję filmu rozpoczyna napotkanie przez trampa, uciekającego przed policją, niewidomej kwiaciarki, która go oczarowuje. Jego walce o pieniądze, potrzebne aby przywrócić jej wzrok, jest poświęcona pozostała część filmu. Virginia Cherrill została gwiazdą Hollywood dzięki dwóm krótkim fragmentom tego filmu. Pierwszy z nich (3 minuty) to scena, w której sprzedaje ona kwiat trampowi, przypadkowo biorąc go za osobę wysiadającą z zatrzymującej się obok niej luksusowej limuzyny. Drugi z wymienionych istotnych fragmentów, to scena końcowa. Dziewczyna, która odzyskała wzrok dzięki pieniądzom otrzymanym od trampa (wspominająca czasami bogatego dobroczyńcę) obserwuje z rozbawieniem, jak gazeciarze wykpiwają ubogiego trampa, przechodzącego obok wystawy jej eleganckiej kwiaciarni. On radośnie uśmiecha się na jej widok, a ona – opacznie rozumiejąc przyczynę tego uśmiechu – próbuje wręczyć mu kwiat i monetę. Ponieważ on nie chce ich przyjąć (nie zamierza się ujawnić), ona wybiega przed kwiaciarnię i wkłada mu monetę do ręki (podobnie jak kiedyś on w pierwszej scenie włożył do jej dłoni zapłatę za kwiat – cały „majątek” trampa). Dotykając jego ręki dziewczyna z zaskoczeniem i wzruszeniem rozpoznaje swojego dobroczyńcę. Pyta (napisy): „You?”, a on przytakuje. Film kończy dialog (napisy): „You can see now?” „Yes, I can see now”. Scena końcowa z udziałem wyleczonej dziewczyny trwa ok. 5 minut.

### Filmografia
Zagrane role według Filmweb:
- 1931 – „Światła wielkiego miasta” (niewidoma kwiaciarka), „Girls Demand Excitement” (Joan Madison), „Delicious” (Diana Van Bergh), „The Brat” (Angela),
- 1933 – „Charlie Chan's Greatest Case” (Barbara Winterslip), „The Nuisance” (Panna Rutherford), „Fast Workers” (Virginia), „Ladies Must Love” (Society Girl),
- 1934 – „White Heat” (Lucille Cheney), „Money Mad” (Linda),
- 1935 – „Late Extra” (Janet),
- 1936 – „Troubled Waters” (June Elkhardt).

Mimo niewielkiej liczby zagranych ról i tylko 7-letniego okresu aktywności Virginia Cherrill zajmuje stosunkowo wysoką 25 pozycję na liście Best Female Performances – 1930s (3 wyższe pozycje: 22. Shirley Temple, 23. Joan Crawford, 24. Una Merkel.